# Сант'Анђело (Ријети)
Сант'Анђело (итал. Sant'Angelo) је насеље у Италији у округу Ријети, региону Лацио.
Према процени из 2011. у насељу је живело 107 становника. Насеље се налази на надморској висини од 998 м.